# 鬱林郡
鬱林郡（うつりん-ぐん）は、中国にかつて存在した郡。漢代から隋代にかけて、現在の広西チワン族自治区中部に設置された。

## 概要
秦代の桂林郡を前身とする。
紀元前111年（元鼎6年）、前漢が南越国を滅ぼすと、鬱林郡が置かれた。鬱林郡は交州に属し、布山・阿林・安広・広鬱・中留・桂林・潭中・臨塵・定周・増食・領方・雍鶏の12県を管轄した。王莽のとき、鬱平郡と改称された。
後漢が建てられると、鬱林郡の称にもどされた。鬱林郡は布山・阿林・安広・広鬱・中溜・桂林・潭中・臨塵・定周・増食・領方の11県を管轄した。
264年（永安7年）、呉により交州東部を分割して広州が置かれると、鬱林郡は広州に転属した。
晋のとき、鬱林郡は布山・鬱平・阿林・安広・新邑・晋平・始建・領方・武熙の9県を管轄した。
南朝宋のとき、鬱林郡は布山・鬱平・阿林・建安・建初・安始・新邑・賓平・新林・竜平・懐安・綏寧・晋平・帰化・中冑・領方・威化の17県を管轄した。
南朝斉のとき、鬱林郡は布山・鬱平・阿林・建安・始集・賓平・新林・竜平・懐安・綏寧・晋平・帰化・中冑・領方・威化の15県を管轄した。
南朝梁のときに定州が置かれ、後に南定州と改称された。
隋が南朝陳を滅ぼすと、590年（開皇10年）に南定州は尹州と改称された。606年（大業2年）、尹州は鬱州と改称された。607年（大業3年）に州が廃止されて郡が置かれると、鬱州は鬱林郡と改称された。鬱林・鬱平・馬度・阿林・石南・桂平・寧浦・楽山・嶺山・安城・領方・宣化の12県を管轄した。
621年（武徳4年）、唐が蕭銑を平定すると、鬱林郡は南尹州（後の貴州）・簡州（後の横州）・南方州（後の澄州）・繡州・南晋州（後の邕州）に分割され、鬱林郡の呼称は姿を消した。